# Balgowlah Heights
Balgowlah Heights é um subúrbio do norte de Sydney, no estado da Nova Gales do Sul, na Austrália, situado a 11 quilômetros a nordeste do distrito empresarial central de Sydney, na área do governo local do Conselho de Northern Beaches. Balgowlah Heights integra a região Northern Beaches. Em 2011, sua população era de 3 268 habitantes. Balgowlah Heights compartilha o código postal 2093 com os subúrbios vizinhos de Balgowlah e North Balgowlah.